# La muchachada de a bordo (película de 1967)
 La muchachada de a bordo es una película de Argentina filmada en colores dirigida por Enrique Cahen Salaberry sobre el guion de Virgilio Muguerza según la obra teatral homónima de Manuel Romero que se estrenó el 18 de mayo de 1967 y que tuvo como protagonistas a  Carlos Balá, Leo Dan, Fabio Zerpa y Tito Lusiardo. Filmada parcialmente en Puerto Belgrano. Tito Lusiardo interpretó al mismo personaje que en la versión que en 1936 dirigió Manuel Romero; en la primera versión como Cabo Primero y en esta finalmente como Suboficial Mayor.

## Sinopsis
Las aventuras de dos conscriptos en un portaaviones incluyendo la rivalidad de uno de ellos con un oficial por una mujer

## Reparto
- Carlos Balá … Roquette
- Leo Dan …Leo Mármol
- Mariette … Maria Fuentes
- Fabio Zerpa …Garrido
- Grillito
- Tito Lusiardo …Lucero
- Menchu Quesada …Barman
- Reynaldo Mompel…Segundo
- Raúl Fontana
- Roberto Mosca
- Mauricio Monner
- Ricardo Areco

## Comentarios
La Prensa escribió:

”Sorprende la ligereza, teñida de imprudencia, de las instituciones que en cierto modo lo han avalado, al permitir que se informe desde la pantalla que sin su colaboración el rodaje habría sido imposible”.

El Mundo en su edición vespertina opinó:

”Un buen documental”.

La Razón dijo:

”Una encomiable y ajustada reedición”.